# Даулбаев, Ахмет Дакишевич
Ахмет Дакишевич Даулбаев (1903—1954) — министр сельского хозяйства Казахской ССР (30.11.1903 — 1954)

## Биография
Родился 30 ноября 1903 года на территории Лбищенского уезда Уральской области (ныне — Жангалинский район Западно-Казахстанской области Казахстана). Из крестьянской семьи, отец — Дакиш Даулбаев.
Приехал в Алма-Аты осенью 1937 года и поселился в доме арестованного по ложному доносу наркома финансов. Вскоре арестовали двоюродного брата Ахмета — наркома просвещения Казахстана С. Мендешева.
С 1938 г. — Нарком финансов, с 1940 г. — Нарком земледелия, министр сельского хозяйства. С 1952 г. — Министр водного хозяйства, с 1954 г. — председатель Президиума казахского филиала ВАСХНИЛ.
Будучи председателем президиума ВАСХНИЛ, А. Даулбаев способствовал внедрению новых сортов зерновых, а также выведению пород крупного рогатого скота, лошадей и овец. При нём появилось более десяти пород, в том числе известная казахская белоголовая порода мясных коров.
Член Бюро ЦК КП(б) Казахстана, депутат Верховного Совета Казахской ССР 1-3-го созывов, единственный из республиканских министров СССР, регулярно принимавший население Союза в Совете Министров Союза СССР в Москве.
Руководитель министерства сельского хозяйства СССР И. Бенедиктов несколько раз приглашал Ахмета Дакишевича занять кресло его первого заместителя. Но тот отказывался под предлогом того, что должен работать на родине.
Под руководством Даулбаева Казахстан в годы Великой Отечественной войны успешно обеспечивал продовольствием и лошадьми фронт и тыл.
По личной инициативе А. Даулбаева был организован Талгарский сельскохозяйственный техникум для специалистов среднего звена, создан Джамбулский НИИ водного хозяйства.
По воспоминаниям бывшего секретаря Кызыл-Ординского обкома партии и зав. отделом ЦК КП Казахстана Г. Ильясова, Даулбаев лично занимался научными изысканиями, а затем внедрением выращивания кендыря в пойме реки Чу — лубяной культуры, потребной для изготовления канатов и сетей, который ранее закупался за рубежом.
Награждён двумя орденами Ленина, Трудового Красного Знамени (дважды), «Знак Почёта», медалями.
Скончался 28 января 1954 года, похоронен на Центральном кладбище Алматы

## Память
Постановлением акима г. Уральска № 2131 от 20 августа 2009 года и решением Уральского городского маслихата от 24 декабря 2009 года была названа именем А. Д. Даулбаева новая улица в микрорайоне «Жақсы ауыл». Улица Ахмета Дауылбаева также имеется в микрорайоне Таугуль-3 в Алма-Ате.
В Алма-Ате по адресу ул. Казыбек би, 50 А. Даулбаеву установлена мемориальная доска с надписью «В этом здании с 1940 по 1951 годы работал видный государственный деятель, известный ученый Даулбаев Ахмет Дакишевич».
Книга Р. А. Даулбаевой «Воспоминания о будущем» посвящена деятельности А. Д. Даулбаева.